# Эрдль, Михаэль Пиус
Михаэль Пиус Эрдль (нем. Michael Pius Erdl; 1815—1848) — немецкий анатом, гистолог и эмбриолог.

## Биография
Родился 15 мая 1815 года в Боденмайсе.
Изучал медицину в Мюнхене. Обучался сравнительной анатомии и эмбриологии под руководством Доллингера и после смерти своего учителя опубликовал его уроки по физиологии. 
В 1836—1837 годах он сопровождал Готтхильфа Генриха фон Шуберта в его путешествии и, проводя барометрические измерения, обнаружил, что Мёртвое море расположено ниже уровня Средиземного моря.
В 1840 году он был принят в Мюнхенский университет в качестве приват-доцента по физиологии, эмбриологии и сравнительной анатомии. После защиты докторской диссертации в 1841 году стал экстраординарным профессором, а в 1844 году — ординарным профессором Мюнхенского университета. Он изучал, в том числе развитие яйца омара, скелета Gymnarchus niloticus.
В 1845 году он был избран членом Немецкой академии естествоиспытателей Леопольдина. Также был членом Баварской академии наук.
Умер 25 февраля 1848 года в Мюнхене и похоронен на Старом южном кладбище. Здесь же был похоронен и натуралист фон Марциус.